# 飛騨の匠文化館
飛騨の匠文化館（ひだのたくみぶんかかん）は、岐阜県飛騨市にある博物館である。

## 概要
飛騨の匠の技や道具を展示紹介する施設である。
公益財団法人日本ナショナルトラストのヘリテイジセンターとして、1989年（平成元年）10月開館。土地は吉城郡古川町が提供、建物は財団法人観光資源保護財団（現・公益財団法人日本ナショナルトラスト）が建設した。2025年（令和7年）4月に日本ナショナルトラストから飛騨市に無償譲渡され、飛騨市の施設となる。
建物は飛騨産の木材を使用し、釘を一切使用していない。建築は飛騨の匠の技を受け継ぐ地元の大工たちが企業連合体を造って行われた。建築の中心となった吉田桂二は、飛騨の匠文化館他一連の修景計画により、1991年度の吉田五十八賞特別賞を受賞している。
木工品（千鳥格子コースター、森の動物モビール、森の動物ウインドチャイムなど）の製作体験が可能（体験料必要）。

## 主な展示
- 飛騨産の木材
- 大具道具
- 様々な継ぎ手
- 組み木　（飛騨組子）
- 雲　（軒下の小腕に施される、雲のような紋様の装飾。飛騨古川の独特の建築技法であり、大工により紋様が異なる）[2]

## 利用案内
- 住所：岐阜県飛騨市古川町壱之町10-1
- 開館時間：9:00 - 17:00（3月 - 11月）、9:00 - 16:30（12月 - 2月）
- 休館日：木曜日、年末年始（12月28日 - 1月2日）
- 料金：大人300円、小人100円　※未就学児は入館不可

## 交通アクセス

### 公共交通機関
- JR高山本線 飛騨古川駅から徒歩で約5分

## 周辺施設
- 飛騨市役所
- 飛騨市図書館
- 飛騨古川まつり会館
- 飛騨古川駅
- JAひだ古川支店
- 高山信用金庫古川支店
- 誓願寺
- 円光寺